# Carlo Cartier
Carlo Cartier (Modica, 19 settembre 1951) è un attore italiano.

## Biografia
Prima di intraprendere la carriera artistica lavora a Milano per la produzione Pagot film di Nino Pagot e Toni Pagot poi nel 1969 debutta come attore con la cooperativa teatrale Teatro Uomo con lo spettacolo Il cimitero delle macchine di Fernando Arrabal, nel 1972 abbandona l'Italia e per cinque anni si trasferisce prima in Inghilterra poi, fino al 1977 in Germania. Rientrato in Italia nel 1979 partecipa allo spettacolo Piccole donne - Un musical che verrà replicato per due anni con grande successo. Dal 1990 con le fortunate serie Un cane sciolto dirette da Giorgio Capitani si fa conoscere dal grande pubblico; nel corso degli anni alterna teatro e televisione.
Sulla scena del cinema, della televisione e del teatro italiani da parecchi anni, ha impersonato il magistrato Rosario Lo Monaco nella fiction televisiva su Giovanni Falcone dal titolo Giovanni Falcone - L'uomo che sfidò Cosa Nostra.
Dopo molti anni vissuti a Roma nel 2010 rientra nella sua città natale, Modica, dove inizia lo sviluppo di diverse attività culturali e teatrali. Il cognome Cartier tradisce l'origine francese del ramo paterno della sua famiglia, appartenente all'alta borghesia, e che proprio a Modica si è contraddistinta per un personaggio, il nonno materno Dottor Arturo Goffredo Anello, medico di rare qualità professionali e umane, e che un busto, esposto al Palazzo della Cultura, ricorda.
Si candida alla carica di sindaco di Modica nelle elezioni amministrative del 4 giugno 2018 con il Movimento 5 Stelle, ottenendo 2.109 voti, pari al 7,35% del totale delle preferenze.
Impegnato su molti fronti, Carlo Cartier impersona Hercule Poirot nella piece teatrale Assassinio sull'Orient Express, tratto dal libro di Agatha Christie.

## Filmografia

### Cinema
- Tesoromio, regia di Giulio Paradisi (1979)
- Sbamm!, regia di Francesco Abussi (1980)
- Camera d'albergo, regia di Mario Monicelli (1981)
- Bollenti spiriti, regia di Giorgio Capitani (1981)
- Via degli specchi, regia di Giovanna Gagliardo (1983)
- L'altro figlio, episodio di Kaos, regia di Paolo e Vittorio Taviani (1984)
- Un mese al lago (A Month by the Lake), regia di John Irvin (1995)
- Testimone a rischio, regia di Pasquale Pozzessere (1996)
- L'amico di Wang, regia di Carl Haber (1997)
- Fili di memorie, regia di Marco Latina e Sebastiano Pistritto – cortometraggio (2020)

### Televisione
- Bebawi - Il delitto di via Lazio, regia di Michele Massa – film TV (1983)
- Caccia al ladro d'autore – serie TV, episodi 1x03-1x05 (1985)
- Aeroporto internazionale – serie TV, episodio 2x01 (1987)
- Una lepre con la faccia di bambina, regia di Gianni Lepre – miniserie TV (1989)
- Casa Vianello – serie TV (1988)
- Pronto soccorso – miniserie TV (1990)
- Doris una diva del regime, regia di Alfredo Giannetti – miniserie TV (1991)
- Delitti privati, regia di Sergio Martino – miniserie TV (1993)
- La voce del cuore, regia di Lodovico Gasparini – miniserie TV (1995)
- Inka connection, regia di Rolf Gremm – film TV (1995)
- Pazza famiglia – serie TV, 12 episodi (1995-1996)
- Mamma per caso, regia di Sergio Martino – miniserie TV (1997)
- Fine secolo, regia di Gianni Lepre – miniserie TV (1999)
- Distretto di Polizia – serie TV, 6 episodi (2000)
- Madre Teresa, regia di Fabrizio Costa – miniserie TV (2003)
- Il maresciallo Rocca – serie TV, episodio 4x04 (2003)
- Un posto al sole – serial TV (2001)
- Edda, regia di Giorgio Capitani – miniserie TV (2005)
- Giovanni Falcone - L'uomo che sfidò Cosa Nostra, regia di Andrea Frazzi e Antonio Frazzi – miniserie TV (2006)
- La freccia nera, regia di Fabrizio Costa – miniserie TV (2006)
- L'uomo che rubò la Gioconda, regia di Fabrizio Costa – miniserie TV (2006)
- Gente di mare – serie TV (2007)
- Era mio fratello, regia di Claudio Bonivento – miniserie TV (2007)
- Il capo dei capi, regia di Alexis Sweet e Enzo Monteleone – miniserie TV (2007)
- Il commissario De Luca, regia di Antonio Frazzi – miniserie TV (2008)
- Paolo VI - Il papa nella tempesta, regia di Fabrizio Costa – miniserie TV (2008)
- La nuova squadra – serie TV (2009)
- Donna Detective - serie TV, episodio La coda del pavone (2010)
- R.I.S. Roma 2 - Delitti imperfetti – serie TV, episodio 2x02 (2011) [2]
- Squadra antimafia - Palermo oggi 3 – serie TV, episodi 3x07-3x08 (2011)
- Il commissario Montalbano – serie TV, episodio Il metodo Catalanotti (2021)
- I fratelli Corsaro – serie TV (2024)